# Großer Preis von Belgien 1996
Der Große Preis von Belgien 1996 (offiziell LIV Grand Prix de Belgique) fand am 25. August auf dem Circuit de Spa-Francorchamps in Spa statt und war das 13. Rennen der Formel-1-Weltmeisterschaft 1996.

## Berichte

### Hintergründe
Nach dem Großen Preis von Ungarn führte Damon Hill in der Fahrerwertung mit 17 Punkten vor Jacques Villeneuve und mit 44 Punkten vor Jean Alesi. In der Konstrukteurswertung stand Williams-Renault nach dem Großen Preis von Ungarn als Weltmeister fest. Sie führten uneinholbar mit 90 Punkten vor Benetton-Renault und mit 103 Punkten vor Ferrari.
Mit Hill und Michael Schumacher (jeweils zweimal) traten zwei ehemalige Sieger zu diesem Grand Prix an.

### Training
Vor dem Rennen fanden zwei Trainingseinheiten statt: Die erste am Freitagmorgen und die zweite am Samstagmorgen.
Im ersten freien Training am Freitag erzielte Gerhard Berger mit einer Zeit von 1:53,706 Minuten die Bestzeit vor David Coulthard und Villeneuve. Schumacher hatte im Freitagstraining einen schweren Unfall, erholte sich aber und qualifizierte sich am Samstag als Dritter für das Rennen.
Am Samstag, dem zweiten freien Training konnte sich dann Villeneuve vor den McLaren-Mercedes-Piloten Coulthard und Mika Häkkinen die schnellste Runde sichern.

### Qualifying
Villeneuve sicherte sich mit einer Zeit von 1:50,574 Minuten seine zweite Pole-Position vor Hill und Schumacher. Giovanni Lavaggi im Minardi scheiterte an der 107-Prozent-Regel und wurde daher nicht zum Rennen zugelassen.

### Warm Up
Die Fahrer gingen am Sonntagmorgen zu einer 30-minütigen Aufwärmsitzung auf die Strecke. Im Warm Up sicherte sich Villeneuve die Bestzeit vor Häkkinen und Berger.

### Rennen
Obwohl es bis zum Sonntagmorgen regnete, begann das Rennen auf einer trockenen Strecke. Beim Start kamen weder Villeneuve noch Hill gut weg. Dem Kanadier gelang es dennoch, die erste Position zu behaupten, während sein Teamkollege von Schumacher überholt wurde und in der ersten Runde eine weitere Position an Coulthard verlor.
In der 1. Runde schieden die beiden Sauber Heinz-Harald Frentzen und Johnny Herbert bereits aus, als sie in der Haarnadelkurve von La Source kollidierten, nachdem es zuvor zu einem Zwischenfall gekommen war, an dem auch Olivier Panis’ Ligier und Rubens Barrichellos Jordan beteiligt waren. Auch Panis zog sich sofort zurück, Barrichello konnte weiterfahren und ging an die Box, um sein Fahrwerk zu reparieren, das jedoch in Runde 30 schließlich völlig ausfiel.
In Runde 10 kam Jos Verstappen mit einem klemmenden Gashebel an die Box. Die Boxenmannschaft von Footwork stellte keinen Schaden fest und schickte Verstappen wieder raus, nur dass der Niederländer direkt in der Stavelot-Kurve verunglückte. Der Aufprall gegen die Absperrungen war sehr heftig und der Niederländer wurde, obwohl unverletzt, zur Untersuchung ins Lütticher Krankenhaus gebracht. Die Strecke war mit Trümmern übersät und die Rennleitung schickte daher das Safety-Car auf die Strecke. Teamchef Tom Walkinshaw bestätigte nach dem Rennen, dass das Gasproblem nicht erneut aufgetreten sei und dass der Unfall durch ein defektes Rad verursacht worden sei.
Während der Safety-Car-Phase legten alle Fahrer außer den McLaren von Häkkinen und Coulthard (beide fuhren eine Ein-Stopp-Strategie) Boxenstopps ein. Villeneuve, der das Rennen anführte, als das Safety-Car herauskam, verpasste in Runde 13 seinen Boxenstopp. Dadurch verlor er die Führung an Schumacher. Der kanadische Fahrer erklärte später, dass er aufgrund der Verwirrung, die durch den Einsatz des Safety-Cars entstanden sei, die Anweisung per Funk zum Einfahren missverstanden habe. Als weitere Konsequenz aus Villeneuves Fehler wurde Teamkollege Hill von den Williams-Ingenieuren angewiesen, an die Box zu gehen, doch dann wurde ihm gesagt, er solle draußen bleiben, gerade als er in die Boxengasse fuhr. Hill fuhr das Ersatzauto, nachdem es beim Aufwärmen am Sonntagmorgen zu einer Fehlzündung kam. Als er endlich seinen Boxenstopp einlegen konnte, war er auf den 13. Platz zurückgefallen, erholte sich aber und wurde Fünfter.
Das Safety-Car blieb vier Runden auf der Strecke. Beim Restart führten die beiden McLaren-Fahrer das Rennen an, gefolgt von Schumacher, Alesi und Villeneuve. Der Kanadier ging sofort am Benetton-Fahrer vorbei, konnte Schumacher aber nicht angreifen. Der Abstand zwischen den beiden blieb bei rund zwei Sekunden. Unterdessen verunfallte Coulthard in der 37. Runde im Rivage. Villeneuve konnte seinen Rivalen auch bei den zweiten Boxenstopps nicht überholen und begnügte sich später mit dem zweiten Platz. Damit errang Schumacher seinen zweiten Saisonsieg vor Villeneuve, Häkkinen, Alesi, Hill und Berger. Berger, der zur Halbzeit des Rennens auf dem vierten Platz lag, drehte sich in seinem Benetton, als er versuchte, Eddie Irvines Ferrari zu überholen, ein Fehler, der ihn auf den 12. Platz zurückwarf. Nachdem er eine Reihe schnellster Runden gefahren war, erholte er sich am Ende des Rennens auf den sechsten Platz, was zum Teil dem Ausfall von Irvine wegen Getriebeproblemen zu verdanken war. Bergers Benetton-Teamkollege Alesi wurde Vierter, nachdem der vor ihm fahrende Coulthard ausfiel. Die beiden Tyrrell von Mika Salo und Ukyō Katayama belegten den siebten bzw. achten Platz. Ein schneller früher Stopp während der Safety-Car-Phase führte jedoch dazu, dass Salo zeitweise sogar auf den dritten Platz vorrückte.
Berger sicherte sich mit 1:53,067 Minuten die schnellste Rennrunde.
In der Fahrerwertung kam Schumacher durch den Sieg an Alesi vorbei und war nun Dritter hinter Hill und Villeneuve. In der Konstrukteurswertung blieben die ersten drei Positionen unverändert.

## Meldeliste
| Team                        | Nr. | Fahrer                | Chassis        | Motor                 | Reifen |
| --------------------------- | --- | --------------------- | -------------- | --------------------- | ------ |
| Scuderia Ferrari SpA        | 01  | Michael Schumacher    | Ferrari F310   | Ferrari 3.0 V10       | G      |
| Scuderia Ferrari SpA        | 02  | Eddie Irvine          | Ferrari F310   | Ferrari 3.0 V10       | G      |
| Mild Seven Benetton Renault | 03  | Jean Alesi            | Benetton B196  | Renault 3.0 V10       | G      |
| Mild Seven Benetton Renault | 04  | Gerhard Berger        | Benetton B196  | Renault 3.0 V10       | G      |
| Rothmans Williams Renault   | 05  | Damon Hill            | Williams FW18  | Renault 3.0 V10       | G      |
| Rothmans Williams Renault   | 06  | Jacques Villeneuve    | Williams FW18  | Renault 3.0 V10       | G      |
| Marlboro McLaren Mercedes   | 07  | Mika Häkkinen         | McLaren MP4/11 | Mercedes-Benz 3.0 V10 | G      |
| Marlboro McLaren Mercedes   | 08  | David Coulthard       | McLaren MP4/11 | Mercedes-Benz 3.0 V10 | G      |
| Ligier Gauloises Blondes    | 09  | Olivier Panis         | Ligier JS43    | Mugen-Honda 3.0 V10   | G      |
| Ligier Gauloises Blondes    | 10  | Pedro Diniz           | Ligier JS43    | Mugen-Honda 3.0 V10   | G      |
| B&H Total Jordan Peugeot    | 11  | Rubens Barrichello    | Jordan 196     | Peugeot 3.0 V10       | G      |
| B&H Total Jordan Peugeot    | 12  | Martin Brundle        | Jordan 196     | Peugeot 3.0 V10       | G      |
| Red Bull Sauber Ford        | 14  | Johnny Herbert        | Sauber C15     | Ford Zetec-R 3.0 V10  | G      |
| Red Bull Sauber Ford        | 15  | Heinz-Harald Frentzen | Sauber C15     | Ford Zetec-R 3.0 V10  | G      |
| Footwork Hart               | 16  | Ricardo Rosset        | Footwork FA17  | Hart 3.0 V8           | G      |
| Footwork Hart               | 17  | Jos Verstappen        | Footwork FA17  | Hart 3.0 V8           | G      |
| Tyrrell Yamaha              | 18  | Ukyo Katayama         | Tyrrell 024    | Yamaha 3.0 V10        | G      |
| Tyrrell Yamaha              | 19  | Mika Salo             | Tyrrell 024    | Yamaha 3.0 V10        | G      |
| Minardi Team                | 20  | Pedro Lamy            | Minardi M195B  | Ford EDM 3.0 V8       | G      |
| Minardi Team                | 21  | Giovanni Lavaggi      | Minardi M195B  | Ford EDM 3.0 V8       | G      |

## Klassifikationen

### Qualifying
| Pos.                                                                       | Fahrer                | Konstrukteur       | Zeit     | Start |
| -------------------------------------------------------------------------- | --------------------- | ------------------ | -------- | ----- |
| 01                                                                         | Jacques Villeneuve    | Williams-Renault   | 1:50,574 | 01    |
| 02                                                                         | Damon Hill            | Williams-Renault   | 1:50,980 | 02    |
| 03                                                                         | Michael Schumacher    | Ferrari            | 1:51,778 | 03    |
| 04                                                                         | David Coulthard       | McLaren-Mercedes   | 1:51,884 | 04    |
| 05                                                                         | Gerhard Berger        | Benetton Renault   | 1:51,960 | 05    |
| 06                                                                         | Mika Häkkinen         | McLaren-Mercedes   | 1:52,318 | 06    |
| 07                                                                         | Jean Alesi            | Benetton-Renault   | 1:52,354 | 07    |
| 08                                                                         | Martin Brundle        | Jordan-Peugeot     | 1:52,977 | 08    |
| 09                                                                         | Eddie Irvine          | Ferrari            | 1:53,043 | 09    |
| 10                                                                         | Rubens Barrichello    | Jordan-Peugeot     | 1:53,152 | 10    |
| 11                                                                         | Heinz-Harald Frentzen | Sauber-Ford        | 1:53,199 | 11    |
| 12                                                                         | Johnny Herbert        | Sauber-Ford        | 1:53,993 | 12    |
| 13                                                                         | Mika Salo             | Tyrrell-Yamaha     | 1:54,095 | 13    |
| 14                                                                         | Olivier Panis         | Ligier-Mugen-Honda | 1:54,220 | 14    |
| 15                                                                         | Pedro Diniz           | Ligier-Mugen-Honda | 1:54,700 | 15    |
| 16                                                                         | Jos Verstappen        | Footwork-Hart      | 1:55,150 | 16    |
| 17                                                                         | Ukyō Katayama         | Tyrrell-Yamaha     | 1:55,371 | 17    |
| 18                                                                         | Ricardo Rosset        | Footwork-Hart      | 1:56,286 | 18    |
| 19                                                                         | Pedro Lamy            | Minardi-Ford       | 1:56,830 | 19    |
| 107-Prozent-Zeit: 1:58,314 min (bezogen auf die Bestzeit von 1:50,574 min) |                       |                    |          |       |
| DNQ                                                                        | Giovanni Lavaggi      | Minardi-Ford       | 1:58,579 | –     |

### Rennen
| Pos. | Fahrer                | Konstrukteur       | Runden | Stopps | Zeit        | Start | Schnellste Runde |
| ---- | --------------------- | ------------------ | ------ | ------ | ----------- | ----- | ---------------- |
| 01   | Michael Schumacher    | Ferrari            | 44     | 2      | 1:28:15,125 | 03    | 1:53,905 (41.)   |
| 02   | Jacques Villeneuve    | Williams-Renault   | 44     | 2      | + 5,602     | 01    | 1:53,587 (38.)   |
| 03   | Mika Häkkinen         | McLaren-Mercedes   | 44     | 1      | + 15,710    | 06    | 1:54,198 (23.)   |
| 04   | Jean Alesi            | Benetton Renault   | 44     | 2      | + 19,125    | 07    | 1:54,685 (37.)   |
| 05   | Damon Hill            | Williams-Renault   | 44     | 2      | + 29,179    | 02    | 1:53,441 (40.)   |
| 06   | Gerhard Berger        | Benetton Renault   | 44     | 2      | + 29,896    | 05    | 1:53,067 (42.)   |
| 07   | Mika Salo             | Tyrrell-Yamaha     | 44     | 2      | + 1:00,754  | 13    | 1:55,854 (42.)   |
| 08   | Ukyō Katayama         | Tyrrell-Yamaha     | 44     | 2      | + 1:40,227  | 17    | 1:57,149 (41.)   |
| 09   | Ricardo Rosset        | Footwork-Hart      | 43     | 2      | + 1 Runde   | 18    | 1:57,809 (33.)   |
| 10   | Pedro Lamy            | Minardi-Ford       | 43     | 3      | + 1 Runde   | 19    | 1:57,468 (36.)   |
| –    | David Coulthard       | McLaren-Mercedes   | 37     | 1      | DNF         | 04    | 1:54,655 (21.)   |
| –    | Martin Brundle        | Jordan-Peugeot     | 34     | 2      | DNF         | 08    | 1:55,616 (33.)   |
| –    | Eddie Irvine          | Ferrari            | 29     | 2      | DNF         | 09    | 1:55,753 (10.)   |
| –    | Rubens Barrichello    | Jordan-Peugeot     | 29     | 2      | DNF         | 10    | 1:56,943 (18.)   |
| –    | Pedro Diniz           | Ligier-Mugen-Honda | 22     | 1      | DNF         | 15    | 1:58,665 (06.)   |
| –    | Jos Verstappen        | Footwork-Hart      | 11     | 1      | DNF         | 16    | 1:56,704 (07.)   |
| –    | Heinz-Harald Frentzen | Sauber-Ford        | 0      | 0      | DNF         | 11    | –                |
| –    | Johnny Herbert        | Sauber-Ford        | 0      | 0      | DNF         | 12    | –                |
| –    | Olivier Panis         | Ligier-Mugen-Honda | 0      | 0      | DNF         | 14    | –                |

## WM Stände nach dem Rennen
Die ersten sechs des Rennens bekamen 10, 6, 4, 3, 2 bzw. 1 Punkt(e).

### Fahrerwertung
| Pos. | Fahrer                | Konstrukteur       | Punkte |
| ---- | --------------------- | ------------------ | ------ |
| 01   | Damon Hill            | Williams-Renault   | 81     |
| 02   | Jacques Villeneuve    | Williams-Renault   | 68     |
| 03   | Michael Schumacher    | Ferrari            | 39     |
| 04   | Jean Alesi            | Benetton-Renault   | 38     |
| 05   | Mika Häkkinen         | McLaren-Mercedes   | 23     |
| 06   | David Coulthard       | McLaren-Mercedes   | 18     |
| 07   | Gerhard Berger        | Benetton-Renault   | 17     |
| 08   | Olivier Panis         | Ligier-Mugen-Honda | 13     |
| 09   | Rubens Barrichello    | Jordan-Peugeot     | 12     |
| 10   | Eddie Irvine          | Ferrari            | 9      |
| 11   | Heinz-Harald Frentzen | Sauber-Ford        | 6      |
| 12   | Mika Salo             | Tyrrell-Yamaha     | 5      |

| Pos. | Fahrer               | Konstrukteur       | Punkte |
| ---- | -------------------- | ------------------ | ------ |
| 13   | Johnny Herbert       | Sauber-Ford        | 4      |
| 14   | Martin Brundle       | Jordan-Peugeot     | 3      |
| 15   | Pedro Diniz          | Ligier-Mugen-Honda | 1      |
| 16   | Jos Verstappen       | Footwork-Hart      | 1      |
| 17   | Ukyō Katayama        | Tyrrell-Yamaha     | 0      |
| 18   | Ricardo Rosset       | Footwork-Hart      | 0      |
| 19   | Giancarlo Fisichella | Minardi-Ford       | 0      |
| 20   | Pedro Lamy           | Minardi-Ford       | 0      |
| 21   | Luca Badoer          | Forti-Ford         | 0      |
| 23   | Andrea Montermini    | Forti-Ford         | 0      |
| 22   | Giovanni Lavaggi     | Minardi-Ford       | 0      |
| –    | Tarso Marques        | Minardi-Ford       | 0      |

### Konstrukteurswertung
| Pos. | Konstrukteur       | Punkte |
| ---- | ------------------ | ------ |
| 01   | Williams-Renault   | 149    |
| 02   | Benetton-Renault   | 55     |
| 03   | Ferrari            | 48     |
| 04   | McLaren-Mercedes   | 41     |
| 05   | Jordan-Peugeot     | 15     |
| 06   | Ligier-Mugen-Honda | 14     |

| Pos. | Konstrukteur   | Punkte |
| ---- | -------------- | ------ |
| 07   | Sauber-Ford    | 10     |
| 08   | Tyrrell-Yamaha | 5      |
| 09   | Footwork-Hart  | 1      |
| 10   | Minardi-Ford   | 0      |
| 11   | Forti-Ford     | 0      |